# 1983년 로스앤젤레스 영화 비평가 협회상
제9회 로스앤젤레스 영화 비평가 협회상은 1983년에 열린 시상식이다.

## 수상 및 후보

### 작품상
- 애정의 조건

### 감독상
- 애정의 조건 - 제임스 L. 브룩스 수상

### 남우주연상
- 텐더 머시스 - 로버트 듀발 수상

### 여우주연상
- 애정의 조건 - 셜리 맥클레인 수상

### 남우조연상
- 애정의 조건 - 잭 니콜슨 수상

### 여우조연상
- 가장 위험한 해 - 린다 헌트 수상

### 각본상
- 애정의 조건 - 제임스 L. 브룩스 수상

### 촬영상
- 화니와 알렉산더 - 스벤 닉비스트 수상

### 음악상
- 코야니스카시 - 필립 글래스 수상

### 외국어영화상
- 화니와 알렉산더 - 잉그마르 베르히만 수상

### 독립영화상
- 소 이즈 디스 - 마이클 스노우 수상

### 신인상
- 배드 보이즈 - 숀 펜 수상
- 리치몬드 연애 소동 - 숀 펜 수상

### 공로상
- 마이어너 로이 수상